# Plácido Galindo
Plácido Reynaldo Galindo Pando (Lima, 1906. március 9. – Lima, 1988. október 22.), perui válogatott labdarúgó.
A perui válogatott tagjaként részt vett az 1930-as világbajnokságon.

## Külső hivatkozások
- Plácido Galindo a FIFA.com honlapján Archiválva 2015. február 3-i dátummal a Wayback Machine-ben